# 王荣宝
王荣宝（1957年9月—），汉族，中华人民共和国政治人物，中国侨联副主席、广东省侨联主席、党组书记，中国共产党党员，第十一届全国政协委员。

## 生平
2008年，当选第十一届全国政协委员，代表中华全国归国华侨联合会，分入第二十五组。